# Mollah Abdullah Al-Rakib
Mollah Abdullah Al-Rakib (bengalisch আবদুল্লাহ আল রাকিব; * 2. Dezember 1980 in Narayanganj) ist ein Schachmeister aus Bangladesch.

## Leben
Mit einer Elo-Zahl von 2463 (Stand: März 2020) führt Mollah Abdullah Al-Rakib die Elo-Rangliste von Bangladesch an. Seit 1998 ist er Internationaler Meister und seit 2007 als vierter Spieler nach Niaz Murshed, Ziaur Rahman und Reefat Bin-Sattar ein Großmeister aus Bangladesch. Seine Großmeisternormen erzielte er bei der Asienmeisterschaft in Kalkutta 2001, bei einem Großmeisterturnier in Dhaka 2004 und ebenfalls in Dhaka bei der Landesmeisterschaft Bangladeschs 2007, die er gewann. Im Januar 2009 erreichte er sein höchstes Rating mit 2535.

## Nationalmannschaft
Mollah Abdullah Al-Rakib nahm mit Bangladesch an den Schacholympiaden 1994, 1998, 2000, 2002, 2004, 2006, 2008, 2012 und 2014 teil.